# .ml
.ml is het achtervoegsel van domeinen van websites uit Mali. Registratie is alleen mogelijk op het derde niveau.
Omdat slechts 5 procent van Mali internet heeft en er minder dan 50 websites zijn die op het achtervoegsel .ml eindigen, heeft Mali besloten dat het topleveldomein .ml gratis wordt.
Het wordt een vervanger van .tk, dat het meest geregistreerd wordt in Tokelau, aangezien TK de afkorting is van dat land/eiland.
Voordat publieke inschrijving mogelijk is (vanaf 15 juli 2013), krijgen bedrijven de kans tegen een bepaalde prijs hun merknaam veilig te stellen. Van 1 juni tot 14 juli was er een Landrush-fase. Dat wil zeggen dat mensen die geen merknaam bezitten, maar wel heel graag een bepaalde domeinnaam willen registreren dit kunnen doen voor een bepaald bedrag.